# Frederiksholms Kanal
Frederiksholms Kanal er den del af kanalen omkring Slotsholmen i København som fra Stormbroen strækker sig ned til havnen nær ved Langebro. Undervejs krydses den af Marmorbroen, Prinsens Bro og Bryghusbroen.
Frederiksholms Kanal er desuden navnet på de to gader, der ligger på hver sin side af kanalen. Gaden på Sjællandssiden ligger mellem Vandkunsten og Bryghuspladsen i forlængelse af Rådhusstræde. På denne side ligger blandt andet Nationalmuseet (hovedindgangen er dog fra Ny Vestergade), Civiletatens Materielgård og Fæstningens Materielgård. Gaden på Slotsholmen ligger mellem Tøjhusgade ved Prinsens Bro og Christians Brygge ved Bryghusbroen. Her ligger Undervisningsministeriet, Kirkeministeriet og Transport-, Bygnings- og Boligministeriet samt Christian IV's Bryghus.
Kanalen ligger i forlængelse af Slotsholmskanalen, der går rundt om resten af Slotsholmen fra Stormbroen til Christian IV's Bro. Slotsholmskanalen bliver også af og til omtalt som Frederiksholms Kanal.

## Historie
Indtil 1660'erne var området hvor kanalen og kvarteret Frederiksholm nu ligger et lavvandet område. Det var et sårbart sted i byens befæstning, og det var her, at svenskernes hovedangreb fandt sted under Stormen på København i 1659. For bedre at beskytte Slotsholmen, der på det tidspunkt var hjemsted for både Københavns Slot og flåden, blev Vestervold derfor efterfølgende forlænget ud i vandet. Området bagved volden blev desuden fyldt op, så der kunne bygges en ny kvarter, Frederiksholm. Frederiksholms Kanal blev udgravet i 1681.
Dele af det nye kvarter blev benyttet til opbevaring af byggematerialer til både militære og civile byggerier i den hastigt voksende by. Mange materialer ankom med skib, og placeringen ved kanalen, hvor de kunne lægge til, var derfor praktisk.

## Gaden på Sjællandssiden
Gaden på Sjællandssiden starter før selve kanalen ved krydset med Vandkunsten og Magstræde. Mellem Magstræde og Nybrogade ligger der en sandstensbeklædt etageejendom, der blev opført for justitsråd Th. Thygesen i 1886. På hjørnet af Magstræde er der en lille enetages tilbygning med en tagterrasse. Hjørneejendommen Frederiksholms Kanal 2 / Vandkunsten 1 overfor blev opført efter tegninger af Aage Langeland-Mathiesen i 1910 i en blanding af gotik og nyrenæssance. Ved hjørnet er der indmuret gadenavneskilt med en ældre udgave af gadens navn, "Friderichs Holms Canal". Nr. 4 er en treetages renæssancelignende ejendom, der blev opført efter tegninger af Valdemar Ingemann for Heinrich Marsmann i 1888. Porten er forsynet med en portal med byggeår og bygherrens navn. Over vinduerne på første sal og det midterste på anden sal er der frontispicer med mande- og kvindeansigter. Derudover afslører en flagstang, at Albaniens ambassade har til huse i ejendommen. Nr. 6 er opført efter tegninger af Axel Preisler i 1904-1906. Bygningen er holdt i klassicistisk stil med fire pilastre på facaden og et relief i trekantsfrontonen øverst.
Karreen mellem Frederiksholms Kanal, Stormgade, Ny Vestergade og Vester Voldgade udgøres af Nationalmuseet. Det blev oprindeligt opført som palæ under ledelse af hofbygmester Nicolai Eigtved i 1743-1744 men er blevet om- og udbygget flere gange siden da. Nationalmuseet har holdt til her siden 1894. Museet har hovedindgang fra Ny Vestergade. Ud mod Frederiksholms Kanal ligger der en lav portfløj, der foroven er dekoreret med vaser og statuer samt to relieffer over porten.
Mellem Ny Vestergade og Ny Kongensgade ligger der etageejendomme. Nr. 16 og 18 blev opført efter tegninger af H.C. Stilling for grosserer Alphonse Cassabadan i 1851-1852. De to fireetagers bygninger er næsten ens med hvide facader, mansardetager og enkelte altaner. Præsten og salmedigteren N.F.S. Grundtvig, der var folketingsmedlem på det tidspunkt, boede i nr. 16 fra 1852 til 1855. Balletmesteren August Bournonville boede her i de samme år. I nr. 18 ligger museet Nationalmuseets Klunkehjem. Det er en lejlighed, der er indrettet i borgerskabets klunkestil omkring 1890, og som står stort set som dengang. Lejligheden er kun tilgængelig i forbindelig med rundvisninger. Hjørneejendommen Frederiksholms Kanal 20 / Ny Kongensgade 2 blev opført før 1750 og forhøjet med to etager i 1848. Kunstmaleren Carl Bloch boede i nr. 20 fra 1882 til 1887.
Nr. 24, Barchmanns Palæ, blev opført af Philip de Lange for etatsråd Jacob Barchmann i 1740'erne. Bygningen har siden 1926 huset Borups Højskole, men før da har den haft flere kendte beboere. Lægen Emil Hornemann, der tog initiativ til anlæggelsen af kvarteret Brumleby fra 1853, boede her fra 1843 til 1855. Den tidligere konseilpræsident P.G. Bang boede her fra 1857 til 1861. C.C. Burmeister, der var medstifter af og direktør for skibsværftet Burmeister & Wain, boede her fra 1874 til 1891. Bygningen blev fredet i 1950.
Nr. 26, Hestgardekasernen, blev opført af hofbygmester Andreas Kirkerup i 1798 som en genopbygning af en bygning, der var brændt det år. Den er udformet som en lang gul længe, der er forbundet med en parallel længe med flere mellembygninger, sådan at der er opstået tre gårde imellem dem. Kasernen blev benyttet af Hestgarden indtil 1866. Fra 1868 til 1925 blev den benyttet af 2.artilleriregiment under navnet Artillerikasernen. Siden da har den været benyttet som ministerialbygninger. I dag holder Styrelsen for Undervisning og Kvalitet til her.
I nr. 28 ligger Civiletatens Materielgård. Den 21 fag lange hovedbygning blev opført af hofbygmester G.D. Anthon efter tegninger af Jacob Fortling i 1771. Bygningen er i en etage med valmtag, idet der på midten er en indkørsel med en to etager høj gavlkvist over. Materielgården blev oprindeligt benyttet til statens civile bygningsarbejder. Desuden har en række kendte kunstnere haft deres bolig og atelier her. Billedhuggeren Johannes Wiedewelt boede her fra starten og til sin død i 1802. Senere havde H.V. Bissen atelier her, hvor han blandt andet skabte rytterstatuen af kong Frederik 7., der står i nærheden på Christiansborg Slotsplads. Billedhuggeren Anne Marie Carl Nielsen boede her fra 1913 til 1945, et par perioder sammen med sin mand, komponisten Carl Nielsen. Ved siden af materielgården er der et beskedent gavlkvisthus. Det er formentlig opført i 1684 og fungerede som bolig for foderknægten, der var ansvarlig for fodringen af hestene på Hestgardekasernen.
I nr. 30 på hjørnet af Bryghuspladsen ligger bygningskomplekset Fæstningens Materielgård, der oprindeligt blev benyttet til vedligeholdelsen af Københavns befæstning. Komplekset består af en række bygninger, der er opført mellem 1740 og 1925. Ud mod Frederiksholms Kanal ligger den gulkalkede Materialforvalterbolig, der blev opført i 1740. Bygningen er indrettet med kælder, stueetage og en mansardetage med en trefags kvist i midten. Bygningen blev fredet i 1918. Hele komplekset tilhørte Forsvarets Bygningstjeneste indtil 2007, hvor det blev solgt til Realdania Byg.

## Gaden på Slotsholmen
På Slotsholmen ligger Christiansborg Ridebane mellem Stormbroen og Prinsens Bro. Den består af to symmetriske fløje i forlængelse af Christiansborg, der krummer ud mod kanalen. Hvor de mødes er der et hul, hvor Marmorbroen støder op til ridebanen. Broens gelænder er forbundet direkte med ridebanen, hvilket gør det umuligt at passere på tværs på denne side af kanalen. Ridebanen blev påbegyndt i 1740 og færdiggjort i 1746 af Nicolai Eigtved. Bygningerne rummede oprindeligt stalde, hvor der var plads til 87 rideheste og 165 køreheste. I dag er ridebanen sammen med Marmorbroen, løngangsbygningen til Christiansborg Slotskirke og tværbygningerne ved Rigsdagsgården de eneste dele af det første Christiansborg, der stadig eksisterer. Slottet selv gik til ved en brand i 1794 og efterfølgeren i 1884, hvorfor det nuværende Christiansborg er det tredje af slagsen.
Den egentlige gade på Slotsholmen begynder ved krydset med Tøjhusgade og Prinsens Bro. På hjørnet af Tøjhusgade ligger den trefløjede Staldmestergården. Den blev opført efter tegninger af Wilhelm Friedrich von Platen og Ernst Brandenburger for kong Frederik 4. i 1703-1706. Bygningen er i to etager med valmtag. Siderne domineres af murværket med jævnt fordelte vinduer med båndgesimser foruden nogle få lisener. Bygningen var oprindeligt indrettet som bolig for chefen for Den Kongelige Stald-Etat, der dengang talte hundredvis af heste og et utal af vogne. Bygningen blev fredet i 1918. I dag holder Kirkeministeriet og Undervisningsministeriet til her.
Ved siden af ligger den såkaldte Tobaksbeskatningbygningen, der også er i tre fløje. Halvdelen af den fløj, der vender mod Staldmestergården blev tegnet af Thorvald Jørgensen og opført for Inspektoratet for Tobaksbeskatningen i 1932. Resten af bygningen blev tegnet af Thomas Havning og opført i 1938-1940. Ud mod kanalen ligger der en gul bygning med grønne porte, der kaldes for Færøsk Pakhus. Komplekset huser nu Transport-, Bygnings- og Boligministeriet.
Ved den sidste del af gaden ligger Christian IV's Bryghus. Det blev oprindeligt opført i 1616-1618 og fungerede som bryghus, indtil det brændte i 1767. Efterfølgende opførtes Kongens Bryghus på den anden side af kanalen ved den nuværende Bryghuspladsen i 1768-1772. Den gamle bygning på Slotsholmen blev genopført i 1770 men blev aldrig mere benyttet til at brygge øl i. I stedet var den først depot for flåden og fra 1800 for hæren. I 2014 åbnede museet Kongernes Lapidarium i bygningen. Her er der udstillet næsten 400 stenskulpturer og gipsafstøbninger,der har tjent som magtmanifestationer for skiftende konger.

## Broer
Frederiksholms Kanal krydses af fire broer, herunder Stormbroen, der adskiller den fra Slotsholmskanalen. Stormbroen er opkaldt efter Stormen på København i 1659, der førte til anlæggelsen af kvarteret og kanalen. Den nuværende stenbro med tre buer blev opført i 1914 efter tegninger af Martin Nyrop fra 1898. Broen forbinder Stormgade på Sjælland med Vindebrogade på Slotsholmen.
Den mest bemærkelsesværdige bro over kanalen er Marmorbroen, der forbinder Ny Vestergade med Christiansborg Ridebane. Den gamle adgangsvej er sammen med ridebanen en af de få dele fra det første Christiansborg Slot, der stadig eksisterer. Broen blev opført fra 1739 til 1745 med Nicolai Eigtved som arkitekt.
Prinsens Bro forbinder Ny Kongensgade med Tøjhusgade. Den kaldes også for Tøjhusbroen efter Christian 4.'s Tøjhus på Slotsholmen, hvor Krigsmuseet nu har til huse. Den første bro på stedet blev opført i 1682, men den nuværende bro er fra det 20. århundrede.
Bryghusbroen ligger for enden af kanalen ved Christian 4.'s Bryghus. Det er en klapbro, der er opført i 1935. Broen fungerer som en del af Christians Brygge, der er en del af Ring 2. Oprindeligt lå der også spor for havnebanen på broen, men de blev fjernet i 1972. Broen fik sit nuværende navn i 1963.

## Frederiksholms Kanal i populærkulturen
På en af Fritz Jürgensens kendte vittighedstegninger fra omkring 1843 ses hans nevø Frederik Ness, kaldet Gysse, med sin far ved kanalen. Gysse peger på kanalen og spørger sin far, om det er verdenshavet, men han svarer at det er Frederiksholms Kanal.